# 摩西山
74°33′S 99°11′W / 74.550°S 99.183°W
摩西山（英語：Mount Moses），是南極洲的山峰，位於埃爾斯沃思地，屬於哈德森山脈的一部分，處於曼特山東北面26公里，海拔高度750米，根據美國海軍拍攝的空中照片被繪入地圖，現時由南極條約體系管理。